# مسجد شاه عبدالله اول

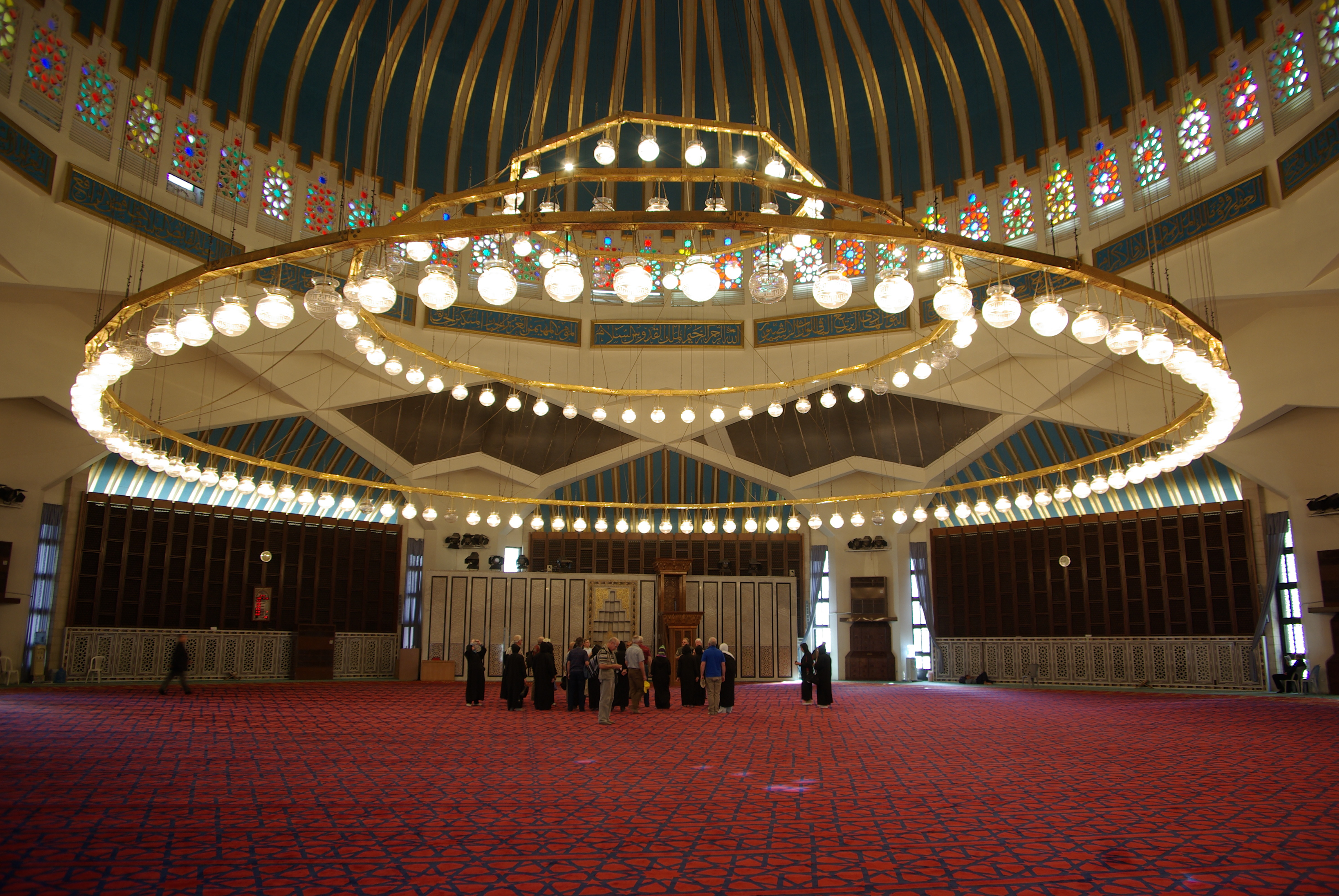
نمای داخلی.

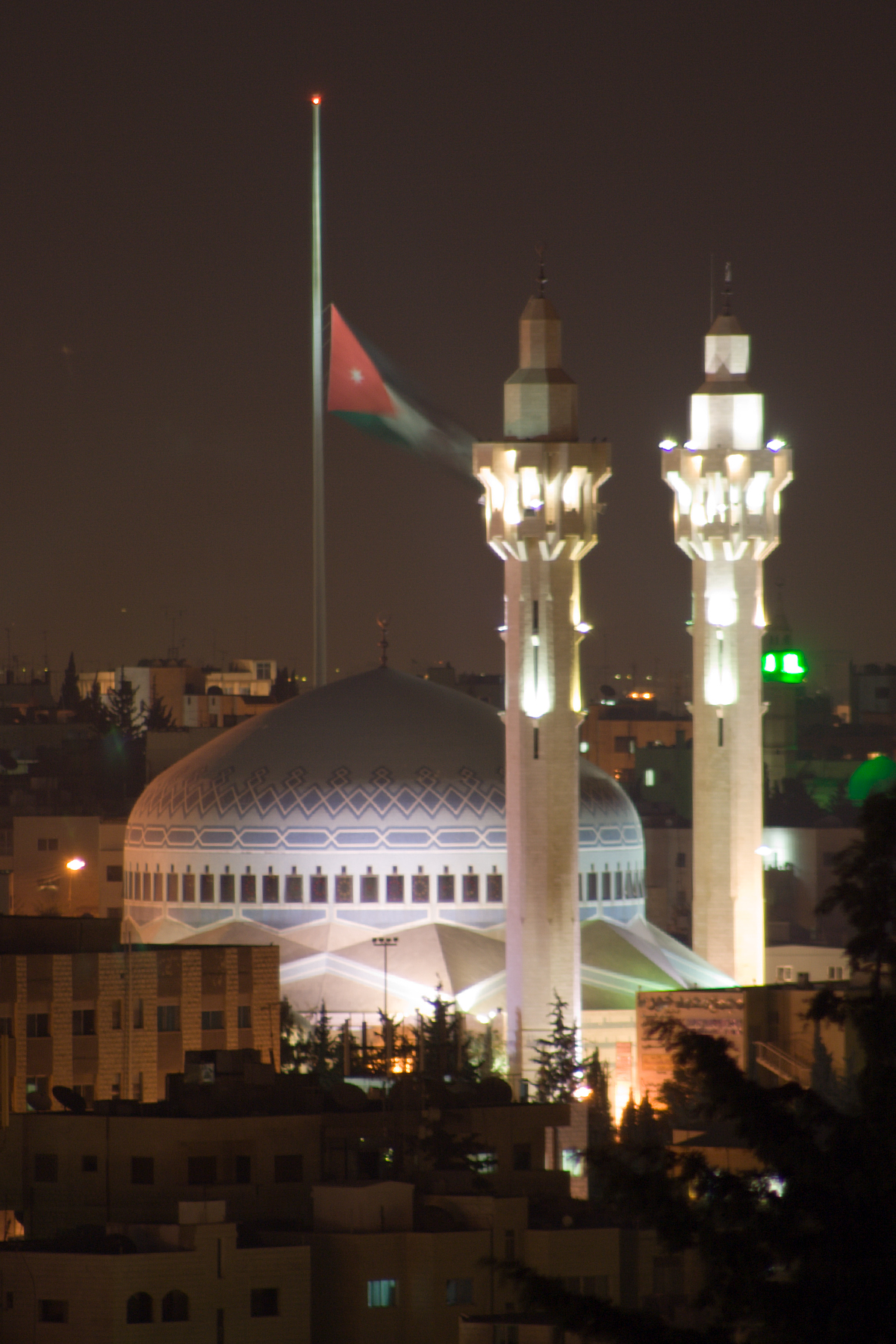
مسجد پادشاه عبدالله اول در شب.

مسجد شاه عبدالله اول نام مسجدی است در شهر عمان، اردن است توسط دولت اردن در بین سال‌های ۱۹۸۲ تا ۱۹۸۹ ساخته شده است. مساحت این مسجد ۱۸۰۰۰ متر مربع است و ظرفیت ۱۰۰۰۰ نفر را داراست.